# Aku-Aku – Påsköns hemlighet
Aku-Aku – Påsköns hemlighet (norsk titel Aku-Aku) är en norsk-svensk dokumentärfilm från  1960 i regi av Thor Heyerdahl. Filmen skildrar Påskön.
Filmen var en norsk-svensk samproduktion mellan Heyerdahls eget bolag och svenska Artfilm. Den filmades av Erling J. Schjerven och klipptes samman av Olle Nordemar och Stig Hallgren. Musiken komponerades av Sune Waldimir. Premiären ägde rum den 22 januari 1960 på biografen Klingenberg i Oslo. Den hade svensk premiär den 25 januari 1960 på biografen Astoria i Stockholm.